# Tommaso Riario Sforza
Tommaso Riario Sforza (ur. 8 stycznia 1782 w Neapolu, zm. 14 marca 1857 w Rzymie) – włoski kardynał.

## Życiorys
Pochodził z arystokratycznej, rzymskiej rodziny; był synem Nicoli Riaro Sforzy i Giovanny Di Somma. Od kwietnia 1803 był referendarzem Najwyższego Trybunału Sygnatury Apostolskiej, a od 1806 – protonotariuszem apostolskim. 10 marca 1823 został kreowany kardynałem diakonem i otrzymał diakonię San Giorgio in Velabro. Kilka miesięcy później, 28 sierpnia 1823, przyjął święcenia kapłańskie. Następnie zaczął pracować w Kurii Rzymskiej, na kilku stanowiskach. Od stycznia 1828 do maja 1830 był kamerlingiem Kolegium Kardynałów. Kilkukrotnie pełnił także rolę legata m.in. w Forlì, Urbino i Pesaro, a także uczestniczył w konklawe w 1823, 1829, 1830-1831 i 1846. Od 13 maja 1837 do śmierci był kardynałem protodiakonem i z racji tego, w 1846, ogłaszał elekcję Piusa IX. 3 kwietnia 1843 został kamerlingiem Kościoła Rzymskiego i pełnił ten urząd do śmierci. Zmarł jako ostatni żyjący kardynał z nominacji Piusa VII.